# Peter Gvozdják
Peter Gvozdják (Bratislava, 16 novembre 1965) è un compositore di scacchi slovacco.
Nel 2000 ha ottenuto dalla WFCC il titolo di Maestro della soluzione   e nel 2012 di 
Grande Maestro della composizione
Nel Campionato del mondo di composizione 2007-2009 ha vinto la medaglia d'argento in tre sezioni: due mosse, tre mosse e Fairy.
Gvozdják è uno dei maggiori esperti nella composizione di problemi di automatto e problemi con cambio ciclico di gioco in due o più fasi.
Sul tema del campio ciclico di gioco ha pubblicato due libri: Cyclone (per gli anni fino al 2000) e Cyclone 2 (per gli anni dal 2001 al 2009).
Due suoi problemi:
|   | a | b | c | d | e | f | g | h |   |
| 8 | a8 alfiere del bianco · d8 cavallo del bianco · b7 torre del bianco · c7 cavallo del nero · d7 pedone del nero · c6 donna del nero · d6 re del nero · f6 pedone del bianco · f5 torre del bianco · h5 alfiere del nero · b4 pedone del bianco · c4 pedone del nero · d4 cavallo del bianco · e4 pedone del bianco · c3 donna del bianco · e2 cavallo del nero · f2 re del bianco | a8 alfiere del bianco · d8 cavallo del bianco · b7 torre del bianco · c7 cavallo del nero · d7 pedone del nero · c6 donna del nero · d6 re del nero · f6 pedone del bianco · f5 torre del bianco · h5 alfiere del nero · b4 pedone del bianco · c4 pedone del nero · d4 cavallo del bianco · e4 pedone del bianco · c3 donna del bianco · e2 cavallo del nero · f2 re del bianco | a8 alfiere del bianco · d8 cavallo del bianco · b7 torre del bianco · c7 cavallo del nero · d7 pedone del nero · c6 donna del nero · d6 re del nero · f6 pedone del bianco · f5 torre del bianco · h5 alfiere del nero · b4 pedone del bianco · c4 pedone del nero · d4 cavallo del bianco · e4 pedone del bianco · c3 donna del bianco · e2 cavallo del nero · f2 re del bianco | a8 alfiere del bianco · d8 cavallo del bianco · b7 torre del bianco · c7 cavallo del nero · d7 pedone del nero · c6 donna del nero · d6 re del nero · f6 pedone del bianco · f5 torre del bianco · h5 alfiere del nero · b4 pedone del bianco · c4 pedone del nero · d4 cavallo del bianco · e4 pedone del bianco · c3 donna del bianco · e2 cavallo del nero · f2 re del bianco | a8 alfiere del bianco · d8 cavallo del bianco · b7 torre del bianco · c7 cavallo del nero · d7 pedone del nero · c6 donna del nero · d6 re del nero · f6 pedone del bianco · f5 torre del bianco · h5 alfiere del nero · b4 pedone del bianco · c4 pedone del nero · d4 cavallo del bianco · e4 pedone del bianco · c3 donna del bianco · e2 cavallo del nero · f2 re del bianco | a8 alfiere del bianco · d8 cavallo del bianco · b7 torre del bianco · c7 cavallo del nero · d7 pedone del nero · c6 donna del nero · d6 re del nero · f6 pedone del bianco · f5 torre del bianco · h5 alfiere del nero · b4 pedone del bianco · c4 pedone del nero · d4 cavallo del bianco · e4 pedone del bianco · c3 donna del bianco · e2 cavallo del nero · f2 re del bianco | a8 alfiere del bianco · d8 cavallo del bianco · b7 torre del bianco · c7 cavallo del nero · d7 pedone del nero · c6 donna del nero · d6 re del nero · f6 pedone del bianco · f5 torre del bianco · h5 alfiere del nero · b4 pedone del bianco · c4 pedone del nero · d4 cavallo del bianco · e4 pedone del bianco · c3 donna del bianco · e2 cavallo del nero · f2 re del bianco | a8 alfiere del bianco · d8 cavallo del bianco · b7 torre del bianco · c7 cavallo del nero · d7 pedone del nero · c6 donna del nero · d6 re del nero · f6 pedone del bianco · f5 torre del bianco · h5 alfiere del nero · b4 pedone del bianco · c4 pedone del nero · d4 cavallo del bianco · e4 pedone del bianco · c3 donna del bianco · e2 cavallo del nero · f2 re del bianco | 8 |
| 7 | a8 alfiere del bianco · d8 cavallo del bianco · b7 torre del bianco · c7 cavallo del nero · d7 pedone del nero · c6 donna del nero · d6 re del nero · f6 pedone del bianco · f5 torre del bianco · h5 alfiere del nero · b4 pedone del bianco · c4 pedone del nero · d4 cavallo del bianco · e4 pedone del bianco · c3 donna del bianco · e2 cavallo del nero · f2 re del bianco | a8 alfiere del bianco · d8 cavallo del bianco · b7 torre del bianco · c7 cavallo del nero · d7 pedone del nero · c6 donna del nero · d6 re del nero · f6 pedone del bianco · f5 torre del bianco · h5 alfiere del nero · b4 pedone del bianco · c4 pedone del nero · d4 cavallo del bianco · e4 pedone del bianco · c3 donna del bianco · e2 cavallo del nero · f2 re del bianco | a8 alfiere del bianco · d8 cavallo del bianco · b7 torre del bianco · c7 cavallo del nero · d7 pedone del nero · c6 donna del nero · d6 re del nero · f6 pedone del bianco · f5 torre del bianco · h5 alfiere del nero · b4 pedone del bianco · c4 pedone del nero · d4 cavallo del bianco · e4 pedone del bianco · c3 donna del bianco · e2 cavallo del nero · f2 re del bianco | a8 alfiere del bianco · d8 cavallo del bianco · b7 torre del bianco · c7 cavallo del nero · d7 pedone del nero · c6 donna del nero · d6 re del nero · f6 pedone del bianco · f5 torre del bianco · h5 alfiere del nero · b4 pedone del bianco · c4 pedone del nero · d4 cavallo del bianco · e4 pedone del bianco · c3 donna del bianco · e2 cavallo del nero · f2 re del bianco | a8 alfiere del bianco · d8 cavallo del bianco · b7 torre del bianco · c7 cavallo del nero · d7 pedone del nero · c6 donna del nero · d6 re del nero · f6 pedone del bianco · f5 torre del bianco · h5 alfiere del nero · b4 pedone del bianco · c4 pedone del nero · d4 cavallo del bianco · e4 pedone del bianco · c3 donna del bianco · e2 cavallo del nero · f2 re del bianco | a8 alfiere del bianco · d8 cavallo del bianco · b7 torre del bianco · c7 cavallo del nero · d7 pedone del nero · c6 donna del nero · d6 re del nero · f6 pedone del bianco · f5 torre del bianco · h5 alfiere del nero · b4 pedone del bianco · c4 pedone del nero · d4 cavallo del bianco · e4 pedone del bianco · c3 donna del bianco · e2 cavallo del nero · f2 re del bianco | a8 alfiere del bianco · d8 cavallo del bianco · b7 torre del bianco · c7 cavallo del nero · d7 pedone del nero · c6 donna del nero · d6 re del nero · f6 pedone del bianco · f5 torre del bianco · h5 alfiere del nero · b4 pedone del bianco · c4 pedone del nero · d4 cavallo del bianco · e4 pedone del bianco · c3 donna del bianco · e2 cavallo del nero · f2 re del bianco | a8 alfiere del bianco · d8 cavallo del bianco · b7 torre del bianco · c7 cavallo del nero · d7 pedone del nero · c6 donna del nero · d6 re del nero · f6 pedone del bianco · f5 torre del bianco · h5 alfiere del nero · b4 pedone del bianco · c4 pedone del nero · d4 cavallo del bianco · e4 pedone del bianco · c3 donna del bianco · e2 cavallo del nero · f2 re del bianco | 7 |
| 6 | a8 alfiere del bianco · d8 cavallo del bianco · b7 torre del bianco · c7 cavallo del nero · d7 pedone del nero · c6 donna del nero · d6 re del nero · f6 pedone del bianco · f5 torre del bianco · h5 alfiere del nero · b4 pedone del bianco · c4 pedone del nero · d4 cavallo del bianco · e4 pedone del bianco · c3 donna del bianco · e2 cavallo del nero · f2 re del bianco | a8 alfiere del bianco · d8 cavallo del bianco · b7 torre del bianco · c7 cavallo del nero · d7 pedone del nero · c6 donna del nero · d6 re del nero · f6 pedone del bianco · f5 torre del bianco · h5 alfiere del nero · b4 pedone del bianco · c4 pedone del nero · d4 cavallo del bianco · e4 pedone del bianco · c3 donna del bianco · e2 cavallo del nero · f2 re del bianco | a8 alfiere del bianco · d8 cavallo del bianco · b7 torre del bianco · c7 cavallo del nero · d7 pedone del nero · c6 donna del nero · d6 re del nero · f6 pedone del bianco · f5 torre del bianco · h5 alfiere del nero · b4 pedone del bianco · c4 pedone del nero · d4 cavallo del bianco · e4 pedone del bianco · c3 donna del bianco · e2 cavallo del nero · f2 re del bianco | a8 alfiere del bianco · d8 cavallo del bianco · b7 torre del bianco · c7 cavallo del nero · d7 pedone del nero · c6 donna del nero · d6 re del nero · f6 pedone del bianco · f5 torre del bianco · h5 alfiere del nero · b4 pedone del bianco · c4 pedone del nero · d4 cavallo del bianco · e4 pedone del bianco · c3 donna del bianco · e2 cavallo del nero · f2 re del bianco | a8 alfiere del bianco · d8 cavallo del bianco · b7 torre del bianco · c7 cavallo del nero · d7 pedone del nero · c6 donna del nero · d6 re del nero · f6 pedone del bianco · f5 torre del bianco · h5 alfiere del nero · b4 pedone del bianco · c4 pedone del nero · d4 cavallo del bianco · e4 pedone del bianco · c3 donna del bianco · e2 cavallo del nero · f2 re del bianco | a8 alfiere del bianco · d8 cavallo del bianco · b7 torre del bianco · c7 cavallo del nero · d7 pedone del nero · c6 donna del nero · d6 re del nero · f6 pedone del bianco · f5 torre del bianco · h5 alfiere del nero · b4 pedone del bianco · c4 pedone del nero · d4 cavallo del bianco · e4 pedone del bianco · c3 donna del bianco · e2 cavallo del nero · f2 re del bianco | a8 alfiere del bianco · d8 cavallo del bianco · b7 torre del bianco · c7 cavallo del nero · d7 pedone del nero · c6 donna del nero · d6 re del nero · f6 pedone del bianco · f5 torre del bianco · h5 alfiere del nero · b4 pedone del bianco · c4 pedone del nero · d4 cavallo del bianco · e4 pedone del bianco · c3 donna del bianco · e2 cavallo del nero · f2 re del bianco | a8 alfiere del bianco · d8 cavallo del bianco · b7 torre del bianco · c7 cavallo del nero · d7 pedone del nero · c6 donna del nero · d6 re del nero · f6 pedone del bianco · f5 torre del bianco · h5 alfiere del nero · b4 pedone del bianco · c4 pedone del nero · d4 cavallo del bianco · e4 pedone del bianco · c3 donna del bianco · e2 cavallo del nero · f2 re del bianco | 6 |
| 5 | a8 alfiere del bianco · d8 cavallo del bianco · b7 torre del bianco · c7 cavallo del nero · d7 pedone del nero · c6 donna del nero · d6 re del nero · f6 pedone del bianco · f5 torre del bianco · h5 alfiere del nero · b4 pedone del bianco · c4 pedone del nero · d4 cavallo del bianco · e4 pedone del bianco · c3 donna del bianco · e2 cavallo del nero · f2 re del bianco | a8 alfiere del bianco · d8 cavallo del bianco · b7 torre del bianco · c7 cavallo del nero · d7 pedone del nero · c6 donna del nero · d6 re del nero · f6 pedone del bianco · f5 torre del bianco · h5 alfiere del nero · b4 pedone del bianco · c4 pedone del nero · d4 cavallo del bianco · e4 pedone del bianco · c3 donna del bianco · e2 cavallo del nero · f2 re del bianco | a8 alfiere del bianco · d8 cavallo del bianco · b7 torre del bianco · c7 cavallo del nero · d7 pedone del nero · c6 donna del nero · d6 re del nero · f6 pedone del bianco · f5 torre del bianco · h5 alfiere del nero · b4 pedone del bianco · c4 pedone del nero · d4 cavallo del bianco · e4 pedone del bianco · c3 donna del bianco · e2 cavallo del nero · f2 re del bianco | a8 alfiere del bianco · d8 cavallo del bianco · b7 torre del bianco · c7 cavallo del nero · d7 pedone del nero · c6 donna del nero · d6 re del nero · f6 pedone del bianco · f5 torre del bianco · h5 alfiere del nero · b4 pedone del bianco · c4 pedone del nero · d4 cavallo del bianco · e4 pedone del bianco · c3 donna del bianco · e2 cavallo del nero · f2 re del bianco | a8 alfiere del bianco · d8 cavallo del bianco · b7 torre del bianco · c7 cavallo del nero · d7 pedone del nero · c6 donna del nero · d6 re del nero · f6 pedone del bianco · f5 torre del bianco · h5 alfiere del nero · b4 pedone del bianco · c4 pedone del nero · d4 cavallo del bianco · e4 pedone del bianco · c3 donna del bianco · e2 cavallo del nero · f2 re del bianco | a8 alfiere del bianco · d8 cavallo del bianco · b7 torre del bianco · c7 cavallo del nero · d7 pedone del nero · c6 donna del nero · d6 re del nero · f6 pedone del bianco · f5 torre del bianco · h5 alfiere del nero · b4 pedone del bianco · c4 pedone del nero · d4 cavallo del bianco · e4 pedone del bianco · c3 donna del bianco · e2 cavallo del nero · f2 re del bianco | a8 alfiere del bianco · d8 cavallo del bianco · b7 torre del bianco · c7 cavallo del nero · d7 pedone del nero · c6 donna del nero · d6 re del nero · f6 pedone del bianco · f5 torre del bianco · h5 alfiere del nero · b4 pedone del bianco · c4 pedone del nero · d4 cavallo del bianco · e4 pedone del bianco · c3 donna del bianco · e2 cavallo del nero · f2 re del bianco | a8 alfiere del bianco · d8 cavallo del bianco · b7 torre del bianco · c7 cavallo del nero · d7 pedone del nero · c6 donna del nero · d6 re del nero · f6 pedone del bianco · f5 torre del bianco · h5 alfiere del nero · b4 pedone del bianco · c4 pedone del nero · d4 cavallo del bianco · e4 pedone del bianco · c3 donna del bianco · e2 cavallo del nero · f2 re del bianco | 5 |
| 4 | a8 alfiere del bianco · d8 cavallo del bianco · b7 torre del bianco · c7 cavallo del nero · d7 pedone del nero · c6 donna del nero · d6 re del nero · f6 pedone del bianco · f5 torre del bianco · h5 alfiere del nero · b4 pedone del bianco · c4 pedone del nero · d4 cavallo del bianco · e4 pedone del bianco · c3 donna del bianco · e2 cavallo del nero · f2 re del bianco | a8 alfiere del bianco · d8 cavallo del bianco · b7 torre del bianco · c7 cavallo del nero · d7 pedone del nero · c6 donna del nero · d6 re del nero · f6 pedone del bianco · f5 torre del bianco · h5 alfiere del nero · b4 pedone del bianco · c4 pedone del nero · d4 cavallo del bianco · e4 pedone del bianco · c3 donna del bianco · e2 cavallo del nero · f2 re del bianco | a8 alfiere del bianco · d8 cavallo del bianco · b7 torre del bianco · c7 cavallo del nero · d7 pedone del nero · c6 donna del nero · d6 re del nero · f6 pedone del bianco · f5 torre del bianco · h5 alfiere del nero · b4 pedone del bianco · c4 pedone del nero · d4 cavallo del bianco · e4 pedone del bianco · c3 donna del bianco · e2 cavallo del nero · f2 re del bianco | a8 alfiere del bianco · d8 cavallo del bianco · b7 torre del bianco · c7 cavallo del nero · d7 pedone del nero · c6 donna del nero · d6 re del nero · f6 pedone del bianco · f5 torre del bianco · h5 alfiere del nero · b4 pedone del bianco · c4 pedone del nero · d4 cavallo del bianco · e4 pedone del bianco · c3 donna del bianco · e2 cavallo del nero · f2 re del bianco | a8 alfiere del bianco · d8 cavallo del bianco · b7 torre del bianco · c7 cavallo del nero · d7 pedone del nero · c6 donna del nero · d6 re del nero · f6 pedone del bianco · f5 torre del bianco · h5 alfiere del nero · b4 pedone del bianco · c4 pedone del nero · d4 cavallo del bianco · e4 pedone del bianco · c3 donna del bianco · e2 cavallo del nero · f2 re del bianco | a8 alfiere del bianco · d8 cavallo del bianco · b7 torre del bianco · c7 cavallo del nero · d7 pedone del nero · c6 donna del nero · d6 re del nero · f6 pedone del bianco · f5 torre del bianco · h5 alfiere del nero · b4 pedone del bianco · c4 pedone del nero · d4 cavallo del bianco · e4 pedone del bianco · c3 donna del bianco · e2 cavallo del nero · f2 re del bianco | a8 alfiere del bianco · d8 cavallo del bianco · b7 torre del bianco · c7 cavallo del nero · d7 pedone del nero · c6 donna del nero · d6 re del nero · f6 pedone del bianco · f5 torre del bianco · h5 alfiere del nero · b4 pedone del bianco · c4 pedone del nero · d4 cavallo del bianco · e4 pedone del bianco · c3 donna del bianco · e2 cavallo del nero · f2 re del bianco | a8 alfiere del bianco · d8 cavallo del bianco · b7 torre del bianco · c7 cavallo del nero · d7 pedone del nero · c6 donna del nero · d6 re del nero · f6 pedone del bianco · f5 torre del bianco · h5 alfiere del nero · b4 pedone del bianco · c4 pedone del nero · d4 cavallo del bianco · e4 pedone del bianco · c3 donna del bianco · e2 cavallo del nero · f2 re del bianco | 4 |
| 3 | a8 alfiere del bianco · d8 cavallo del bianco · b7 torre del bianco · c7 cavallo del nero · d7 pedone del nero · c6 donna del nero · d6 re del nero · f6 pedone del bianco · f5 torre del bianco · h5 alfiere del nero · b4 pedone del bianco · c4 pedone del nero · d4 cavallo del bianco · e4 pedone del bianco · c3 donna del bianco · e2 cavallo del nero · f2 re del bianco | a8 alfiere del bianco · d8 cavallo del bianco · b7 torre del bianco · c7 cavallo del nero · d7 pedone del nero · c6 donna del nero · d6 re del nero · f6 pedone del bianco · f5 torre del bianco · h5 alfiere del nero · b4 pedone del bianco · c4 pedone del nero · d4 cavallo del bianco · e4 pedone del bianco · c3 donna del bianco · e2 cavallo del nero · f2 re del bianco | a8 alfiere del bianco · d8 cavallo del bianco · b7 torre del bianco · c7 cavallo del nero · d7 pedone del nero · c6 donna del nero · d6 re del nero · f6 pedone del bianco · f5 torre del bianco · h5 alfiere del nero · b4 pedone del bianco · c4 pedone del nero · d4 cavallo del bianco · e4 pedone del bianco · c3 donna del bianco · e2 cavallo del nero · f2 re del bianco | a8 alfiere del bianco · d8 cavallo del bianco · b7 torre del bianco · c7 cavallo del nero · d7 pedone del nero · c6 donna del nero · d6 re del nero · f6 pedone del bianco · f5 torre del bianco · h5 alfiere del nero · b4 pedone del bianco · c4 pedone del nero · d4 cavallo del bianco · e4 pedone del bianco · c3 donna del bianco · e2 cavallo del nero · f2 re del bianco | a8 alfiere del bianco · d8 cavallo del bianco · b7 torre del bianco · c7 cavallo del nero · d7 pedone del nero · c6 donna del nero · d6 re del nero · f6 pedone del bianco · f5 torre del bianco · h5 alfiere del nero · b4 pedone del bianco · c4 pedone del nero · d4 cavallo del bianco · e4 pedone del bianco · c3 donna del bianco · e2 cavallo del nero · f2 re del bianco | a8 alfiere del bianco · d8 cavallo del bianco · b7 torre del bianco · c7 cavallo del nero · d7 pedone del nero · c6 donna del nero · d6 re del nero · f6 pedone del bianco · f5 torre del bianco · h5 alfiere del nero · b4 pedone del bianco · c4 pedone del nero · d4 cavallo del bianco · e4 pedone del bianco · c3 donna del bianco · e2 cavallo del nero · f2 re del bianco | a8 alfiere del bianco · d8 cavallo del bianco · b7 torre del bianco · c7 cavallo del nero · d7 pedone del nero · c6 donna del nero · d6 re del nero · f6 pedone del bianco · f5 torre del bianco · h5 alfiere del nero · b4 pedone del bianco · c4 pedone del nero · d4 cavallo del bianco · e4 pedone del bianco · c3 donna del bianco · e2 cavallo del nero · f2 re del bianco | a8 alfiere del bianco · d8 cavallo del bianco · b7 torre del bianco · c7 cavallo del nero · d7 pedone del nero · c6 donna del nero · d6 re del nero · f6 pedone del bianco · f5 torre del bianco · h5 alfiere del nero · b4 pedone del bianco · c4 pedone del nero · d4 cavallo del bianco · e4 pedone del bianco · c3 donna del bianco · e2 cavallo del nero · f2 re del bianco | 3 |
| 2 | a8 alfiere del bianco · d8 cavallo del bianco · b7 torre del bianco · c7 cavallo del nero · d7 pedone del nero · c6 donna del nero · d6 re del nero · f6 pedone del bianco · f5 torre del bianco · h5 alfiere del nero · b4 pedone del bianco · c4 pedone del nero · d4 cavallo del bianco · e4 pedone del bianco · c3 donna del bianco · e2 cavallo del nero · f2 re del bianco | a8 alfiere del bianco · d8 cavallo del bianco · b7 torre del bianco · c7 cavallo del nero · d7 pedone del nero · c6 donna del nero · d6 re del nero · f6 pedone del bianco · f5 torre del bianco · h5 alfiere del nero · b4 pedone del bianco · c4 pedone del nero · d4 cavallo del bianco · e4 pedone del bianco · c3 donna del bianco · e2 cavallo del nero · f2 re del bianco | a8 alfiere del bianco · d8 cavallo del bianco · b7 torre del bianco · c7 cavallo del nero · d7 pedone del nero · c6 donna del nero · d6 re del nero · f6 pedone del bianco · f5 torre del bianco · h5 alfiere del nero · b4 pedone del bianco · c4 pedone del nero · d4 cavallo del bianco · e4 pedone del bianco · c3 donna del bianco · e2 cavallo del nero · f2 re del bianco | a8 alfiere del bianco · d8 cavallo del bianco · b7 torre del bianco · c7 cavallo del nero · d7 pedone del nero · c6 donna del nero · d6 re del nero · f6 pedone del bianco · f5 torre del bianco · h5 alfiere del nero · b4 pedone del bianco · c4 pedone del nero · d4 cavallo del bianco · e4 pedone del bianco · c3 donna del bianco · e2 cavallo del nero · f2 re del bianco | a8 alfiere del bianco · d8 cavallo del bianco · b7 torre del bianco · c7 cavallo del nero · d7 pedone del nero · c6 donna del nero · d6 re del nero · f6 pedone del bianco · f5 torre del bianco · h5 alfiere del nero · b4 pedone del bianco · c4 pedone del nero · d4 cavallo del bianco · e4 pedone del bianco · c3 donna del bianco · e2 cavallo del nero · f2 re del bianco | a8 alfiere del bianco · d8 cavallo del bianco · b7 torre del bianco · c7 cavallo del nero · d7 pedone del nero · c6 donna del nero · d6 re del nero · f6 pedone del bianco · f5 torre del bianco · h5 alfiere del nero · b4 pedone del bianco · c4 pedone del nero · d4 cavallo del bianco · e4 pedone del bianco · c3 donna del bianco · e2 cavallo del nero · f2 re del bianco | a8 alfiere del bianco · d8 cavallo del bianco · b7 torre del bianco · c7 cavallo del nero · d7 pedone del nero · c6 donna del nero · d6 re del nero · f6 pedone del bianco · f5 torre del bianco · h5 alfiere del nero · b4 pedone del bianco · c4 pedone del nero · d4 cavallo del bianco · e4 pedone del bianco · c3 donna del bianco · e2 cavallo del nero · f2 re del bianco | a8 alfiere del bianco · d8 cavallo del bianco · b7 torre del bianco · c7 cavallo del nero · d7 pedone del nero · c6 donna del nero · d6 re del nero · f6 pedone del bianco · f5 torre del bianco · h5 alfiere del nero · b4 pedone del bianco · c4 pedone del nero · d4 cavallo del bianco · e4 pedone del bianco · c3 donna del bianco · e2 cavallo del nero · f2 re del bianco | 2 |
| 1 | a8 alfiere del bianco · d8 cavallo del bianco · b7 torre del bianco · c7 cavallo del nero · d7 pedone del nero · c6 donna del nero · d6 re del nero · f6 pedone del bianco · f5 torre del bianco · h5 alfiere del nero · b4 pedone del bianco · c4 pedone del nero · d4 cavallo del bianco · e4 pedone del bianco · c3 donna del bianco · e2 cavallo del nero · f2 re del bianco | a8 alfiere del bianco · d8 cavallo del bianco · b7 torre del bianco · c7 cavallo del nero · d7 pedone del nero · c6 donna del nero · d6 re del nero · f6 pedone del bianco · f5 torre del bianco · h5 alfiere del nero · b4 pedone del bianco · c4 pedone del nero · d4 cavallo del bianco · e4 pedone del bianco · c3 donna del bianco · e2 cavallo del nero · f2 re del bianco | a8 alfiere del bianco · d8 cavallo del bianco · b7 torre del bianco · c7 cavallo del nero · d7 pedone del nero · c6 donna del nero · d6 re del nero · f6 pedone del bianco · f5 torre del bianco · h5 alfiere del nero · b4 pedone del bianco · c4 pedone del nero · d4 cavallo del bianco · e4 pedone del bianco · c3 donna del bianco · e2 cavallo del nero · f2 re del bianco | a8 alfiere del bianco · d8 cavallo del bianco · b7 torre del bianco · c7 cavallo del nero · d7 pedone del nero · c6 donna del nero · d6 re del nero · f6 pedone del bianco · f5 torre del bianco · h5 alfiere del nero · b4 pedone del bianco · c4 pedone del nero · d4 cavallo del bianco · e4 pedone del bianco · c3 donna del bianco · e2 cavallo del nero · f2 re del bianco | a8 alfiere del bianco · d8 cavallo del bianco · b7 torre del bianco · c7 cavallo del nero · d7 pedone del nero · c6 donna del nero · d6 re del nero · f6 pedone del bianco · f5 torre del bianco · h5 alfiere del nero · b4 pedone del bianco · c4 pedone del nero · d4 cavallo del bianco · e4 pedone del bianco · c3 donna del bianco · e2 cavallo del nero · f2 re del bianco | a8 alfiere del bianco · d8 cavallo del bianco · b7 torre del bianco · c7 cavallo del nero · d7 pedone del nero · c6 donna del nero · d6 re del nero · f6 pedone del bianco · f5 torre del bianco · h5 alfiere del nero · b4 pedone del bianco · c4 pedone del nero · d4 cavallo del bianco · e4 pedone del bianco · c3 donna del bianco · e2 cavallo del nero · f2 re del bianco | a8 alfiere del bianco · d8 cavallo del bianco · b7 torre del bianco · c7 cavallo del nero · d7 pedone del nero · c6 donna del nero · d6 re del nero · f6 pedone del bianco · f5 torre del bianco · h5 alfiere del nero · b4 pedone del bianco · c4 pedone del nero · d4 cavallo del bianco · e4 pedone del bianco · c3 donna del bianco · e2 cavallo del nero · f2 re del bianco | a8 alfiere del bianco · d8 cavallo del bianco · b7 torre del bianco · c7 cavallo del nero · d7 pedone del nero · c6 donna del nero · d6 re del nero · f6 pedone del bianco · f5 torre del bianco · h5 alfiere del nero · b4 pedone del bianco · c4 pedone del nero · d4 cavallo del bianco · e4 pedone del bianco · c3 donna del bianco · e2 cavallo del nero · f2 re del bianco | 1 |
|   | a | b | c | d | e | f | g | h |   |

Soluzione:
Tentativo: 1. Dd2? ...Dd5!
1. Tb6 !  (2. Cb7#)

1. ...Dxb6  2. e5# 

1. ...Cd5   2. Cb5# 

|   | a | b | c | d | e | f | g | h |   |
| 8 | g7 pedone del bianco · b6 cavallo del bianco · f6 re del bianco · g6 alfiere del bianco · b5 alfiere del nero · d4 pedone del bianco · e4 pedone del nero · h4 torre del bianco · a3 torre del bianco · c3 cavallo del nero · d3 torre del nero · e3 re del nero · f3 cavallo del bianco · d2 pedone del nero · h2 pedone del nero · b1 cavallo del nero · f1 donna del bianco | g7 pedone del bianco · b6 cavallo del bianco · f6 re del bianco · g6 alfiere del bianco · b5 alfiere del nero · d4 pedone del bianco · e4 pedone del nero · h4 torre del bianco · a3 torre del bianco · c3 cavallo del nero · d3 torre del nero · e3 re del nero · f3 cavallo del bianco · d2 pedone del nero · h2 pedone del nero · b1 cavallo del nero · f1 donna del bianco | g7 pedone del bianco · b6 cavallo del bianco · f6 re del bianco · g6 alfiere del bianco · b5 alfiere del nero · d4 pedone del bianco · e4 pedone del nero · h4 torre del bianco · a3 torre del bianco · c3 cavallo del nero · d3 torre del nero · e3 re del nero · f3 cavallo del bianco · d2 pedone del nero · h2 pedone del nero · b1 cavallo del nero · f1 donna del bianco | g7 pedone del bianco · b6 cavallo del bianco · f6 re del bianco · g6 alfiere del bianco · b5 alfiere del nero · d4 pedone del bianco · e4 pedone del nero · h4 torre del bianco · a3 torre del bianco · c3 cavallo del nero · d3 torre del nero · e3 re del nero · f3 cavallo del bianco · d2 pedone del nero · h2 pedone del nero · b1 cavallo del nero · f1 donna del bianco | g7 pedone del bianco · b6 cavallo del bianco · f6 re del bianco · g6 alfiere del bianco · b5 alfiere del nero · d4 pedone del bianco · e4 pedone del nero · h4 torre del bianco · a3 torre del bianco · c3 cavallo del nero · d3 torre del nero · e3 re del nero · f3 cavallo del bianco · d2 pedone del nero · h2 pedone del nero · b1 cavallo del nero · f1 donna del bianco | g7 pedone del bianco · b6 cavallo del bianco · f6 re del bianco · g6 alfiere del bianco · b5 alfiere del nero · d4 pedone del bianco · e4 pedone del nero · h4 torre del bianco · a3 torre del bianco · c3 cavallo del nero · d3 torre del nero · e3 re del nero · f3 cavallo del bianco · d2 pedone del nero · h2 pedone del nero · b1 cavallo del nero · f1 donna del bianco | g7 pedone del bianco · b6 cavallo del bianco · f6 re del bianco · g6 alfiere del bianco · b5 alfiere del nero · d4 pedone del bianco · e4 pedone del nero · h4 torre del bianco · a3 torre del bianco · c3 cavallo del nero · d3 torre del nero · e3 re del nero · f3 cavallo del bianco · d2 pedone del nero · h2 pedone del nero · b1 cavallo del nero · f1 donna del bianco | g7 pedone del bianco · b6 cavallo del bianco · f6 re del bianco · g6 alfiere del bianco · b5 alfiere del nero · d4 pedone del bianco · e4 pedone del nero · h4 torre del bianco · a3 torre del bianco · c3 cavallo del nero · d3 torre del nero · e3 re del nero · f3 cavallo del bianco · d2 pedone del nero · h2 pedone del nero · b1 cavallo del nero · f1 donna del bianco | 8 |
| 7 | g7 pedone del bianco · b6 cavallo del bianco · f6 re del bianco · g6 alfiere del bianco · b5 alfiere del nero · d4 pedone del bianco · e4 pedone del nero · h4 torre del bianco · a3 torre del bianco · c3 cavallo del nero · d3 torre del nero · e3 re del nero · f3 cavallo del bianco · d2 pedone del nero · h2 pedone del nero · b1 cavallo del nero · f1 donna del bianco | g7 pedone del bianco · b6 cavallo del bianco · f6 re del bianco · g6 alfiere del bianco · b5 alfiere del nero · d4 pedone del bianco · e4 pedone del nero · h4 torre del bianco · a3 torre del bianco · c3 cavallo del nero · d3 torre del nero · e3 re del nero · f3 cavallo del bianco · d2 pedone del nero · h2 pedone del nero · b1 cavallo del nero · f1 donna del bianco | g7 pedone del bianco · b6 cavallo del bianco · f6 re del bianco · g6 alfiere del bianco · b5 alfiere del nero · d4 pedone del bianco · e4 pedone del nero · h4 torre del bianco · a3 torre del bianco · c3 cavallo del nero · d3 torre del nero · e3 re del nero · f3 cavallo del bianco · d2 pedone del nero · h2 pedone del nero · b1 cavallo del nero · f1 donna del bianco | g7 pedone del bianco · b6 cavallo del bianco · f6 re del bianco · g6 alfiere del bianco · b5 alfiere del nero · d4 pedone del bianco · e4 pedone del nero · h4 torre del bianco · a3 torre del bianco · c3 cavallo del nero · d3 torre del nero · e3 re del nero · f3 cavallo del bianco · d2 pedone del nero · h2 pedone del nero · b1 cavallo del nero · f1 donna del bianco | g7 pedone del bianco · b6 cavallo del bianco · f6 re del bianco · g6 alfiere del bianco · b5 alfiere del nero · d4 pedone del bianco · e4 pedone del nero · h4 torre del bianco · a3 torre del bianco · c3 cavallo del nero · d3 torre del nero · e3 re del nero · f3 cavallo del bianco · d2 pedone del nero · h2 pedone del nero · b1 cavallo del nero · f1 donna del bianco | g7 pedone del bianco · b6 cavallo del bianco · f6 re del bianco · g6 alfiere del bianco · b5 alfiere del nero · d4 pedone del bianco · e4 pedone del nero · h4 torre del bianco · a3 torre del bianco · c3 cavallo del nero · d3 torre del nero · e3 re del nero · f3 cavallo del bianco · d2 pedone del nero · h2 pedone del nero · b1 cavallo del nero · f1 donna del bianco | g7 pedone del bianco · b6 cavallo del bianco · f6 re del bianco · g6 alfiere del bianco · b5 alfiere del nero · d4 pedone del bianco · e4 pedone del nero · h4 torre del bianco · a3 torre del bianco · c3 cavallo del nero · d3 torre del nero · e3 re del nero · f3 cavallo del bianco · d2 pedone del nero · h2 pedone del nero · b1 cavallo del nero · f1 donna del bianco | g7 pedone del bianco · b6 cavallo del bianco · f6 re del bianco · g6 alfiere del bianco · b5 alfiere del nero · d4 pedone del bianco · e4 pedone del nero · h4 torre del bianco · a3 torre del bianco · c3 cavallo del nero · d3 torre del nero · e3 re del nero · f3 cavallo del bianco · d2 pedone del nero · h2 pedone del nero · b1 cavallo del nero · f1 donna del bianco | 7 |
| 6 | g7 pedone del bianco · b6 cavallo del bianco · f6 re del bianco · g6 alfiere del bianco · b5 alfiere del nero · d4 pedone del bianco · e4 pedone del nero · h4 torre del bianco · a3 torre del bianco · c3 cavallo del nero · d3 torre del nero · e3 re del nero · f3 cavallo del bianco · d2 pedone del nero · h2 pedone del nero · b1 cavallo del nero · f1 donna del bianco | g7 pedone del bianco · b6 cavallo del bianco · f6 re del bianco · g6 alfiere del bianco · b5 alfiere del nero · d4 pedone del bianco · e4 pedone del nero · h4 torre del bianco · a3 torre del bianco · c3 cavallo del nero · d3 torre del nero · e3 re del nero · f3 cavallo del bianco · d2 pedone del nero · h2 pedone del nero · b1 cavallo del nero · f1 donna del bianco | g7 pedone del bianco · b6 cavallo del bianco · f6 re del bianco · g6 alfiere del bianco · b5 alfiere del nero · d4 pedone del bianco · e4 pedone del nero · h4 torre del bianco · a3 torre del bianco · c3 cavallo del nero · d3 torre del nero · e3 re del nero · f3 cavallo del bianco · d2 pedone del nero · h2 pedone del nero · b1 cavallo del nero · f1 donna del bianco | g7 pedone del bianco · b6 cavallo del bianco · f6 re del bianco · g6 alfiere del bianco · b5 alfiere del nero · d4 pedone del bianco · e4 pedone del nero · h4 torre del bianco · a3 torre del bianco · c3 cavallo del nero · d3 torre del nero · e3 re del nero · f3 cavallo del bianco · d2 pedone del nero · h2 pedone del nero · b1 cavallo del nero · f1 donna del bianco | g7 pedone del bianco · b6 cavallo del bianco · f6 re del bianco · g6 alfiere del bianco · b5 alfiere del nero · d4 pedone del bianco · e4 pedone del nero · h4 torre del bianco · a3 torre del bianco · c3 cavallo del nero · d3 torre del nero · e3 re del nero · f3 cavallo del bianco · d2 pedone del nero · h2 pedone del nero · b1 cavallo del nero · f1 donna del bianco | g7 pedone del bianco · b6 cavallo del bianco · f6 re del bianco · g6 alfiere del bianco · b5 alfiere del nero · d4 pedone del bianco · e4 pedone del nero · h4 torre del bianco · a3 torre del bianco · c3 cavallo del nero · d3 torre del nero · e3 re del nero · f3 cavallo del bianco · d2 pedone del nero · h2 pedone del nero · b1 cavallo del nero · f1 donna del bianco | g7 pedone del bianco · b6 cavallo del bianco · f6 re del bianco · g6 alfiere del bianco · b5 alfiere del nero · d4 pedone del bianco · e4 pedone del nero · h4 torre del bianco · a3 torre del bianco · c3 cavallo del nero · d3 torre del nero · e3 re del nero · f3 cavallo del bianco · d2 pedone del nero · h2 pedone del nero · b1 cavallo del nero · f1 donna del bianco | g7 pedone del bianco · b6 cavallo del bianco · f6 re del bianco · g6 alfiere del bianco · b5 alfiere del nero · d4 pedone del bianco · e4 pedone del nero · h4 torre del bianco · a3 torre del bianco · c3 cavallo del nero · d3 torre del nero · e3 re del nero · f3 cavallo del bianco · d2 pedone del nero · h2 pedone del nero · b1 cavallo del nero · f1 donna del bianco | 6 |
| 5 | g7 pedone del bianco · b6 cavallo del bianco · f6 re del bianco · g6 alfiere del bianco · b5 alfiere del nero · d4 pedone del bianco · e4 pedone del nero · h4 torre del bianco · a3 torre del bianco · c3 cavallo del nero · d3 torre del nero · e3 re del nero · f3 cavallo del bianco · d2 pedone del nero · h2 pedone del nero · b1 cavallo del nero · f1 donna del bianco | g7 pedone del bianco · b6 cavallo del bianco · f6 re del bianco · g6 alfiere del bianco · b5 alfiere del nero · d4 pedone del bianco · e4 pedone del nero · h4 torre del bianco · a3 torre del bianco · c3 cavallo del nero · d3 torre del nero · e3 re del nero · f3 cavallo del bianco · d2 pedone del nero · h2 pedone del nero · b1 cavallo del nero · f1 donna del bianco | g7 pedone del bianco · b6 cavallo del bianco · f6 re del bianco · g6 alfiere del bianco · b5 alfiere del nero · d4 pedone del bianco · e4 pedone del nero · h4 torre del bianco · a3 torre del bianco · c3 cavallo del nero · d3 torre del nero · e3 re del nero · f3 cavallo del bianco · d2 pedone del nero · h2 pedone del nero · b1 cavallo del nero · f1 donna del bianco | g7 pedone del bianco · b6 cavallo del bianco · f6 re del bianco · g6 alfiere del bianco · b5 alfiere del nero · d4 pedone del bianco · e4 pedone del nero · h4 torre del bianco · a3 torre del bianco · c3 cavallo del nero · d3 torre del nero · e3 re del nero · f3 cavallo del bianco · d2 pedone del nero · h2 pedone del nero · b1 cavallo del nero · f1 donna del bianco | g7 pedone del bianco · b6 cavallo del bianco · f6 re del bianco · g6 alfiere del bianco · b5 alfiere del nero · d4 pedone del bianco · e4 pedone del nero · h4 torre del bianco · a3 torre del bianco · c3 cavallo del nero · d3 torre del nero · e3 re del nero · f3 cavallo del bianco · d2 pedone del nero · h2 pedone del nero · b1 cavallo del nero · f1 donna del bianco | g7 pedone del bianco · b6 cavallo del bianco · f6 re del bianco · g6 alfiere del bianco · b5 alfiere del nero · d4 pedone del bianco · e4 pedone del nero · h4 torre del bianco · a3 torre del bianco · c3 cavallo del nero · d3 torre del nero · e3 re del nero · f3 cavallo del bianco · d2 pedone del nero · h2 pedone del nero · b1 cavallo del nero · f1 donna del bianco | g7 pedone del bianco · b6 cavallo del bianco · f6 re del bianco · g6 alfiere del bianco · b5 alfiere del nero · d4 pedone del bianco · e4 pedone del nero · h4 torre del bianco · a3 torre del bianco · c3 cavallo del nero · d3 torre del nero · e3 re del nero · f3 cavallo del bianco · d2 pedone del nero · h2 pedone del nero · b1 cavallo del nero · f1 donna del bianco | g7 pedone del bianco · b6 cavallo del bianco · f6 re del bianco · g6 alfiere del bianco · b5 alfiere del nero · d4 pedone del bianco · e4 pedone del nero · h4 torre del bianco · a3 torre del bianco · c3 cavallo del nero · d3 torre del nero · e3 re del nero · f3 cavallo del bianco · d2 pedone del nero · h2 pedone del nero · b1 cavallo del nero · f1 donna del bianco | 5 |
| 4 | g7 pedone del bianco · b6 cavallo del bianco · f6 re del bianco · g6 alfiere del bianco · b5 alfiere del nero · d4 pedone del bianco · e4 pedone del nero · h4 torre del bianco · a3 torre del bianco · c3 cavallo del nero · d3 torre del nero · e3 re del nero · f3 cavallo del bianco · d2 pedone del nero · h2 pedone del nero · b1 cavallo del nero · f1 donna del bianco | g7 pedone del bianco · b6 cavallo del bianco · f6 re del bianco · g6 alfiere del bianco · b5 alfiere del nero · d4 pedone del bianco · e4 pedone del nero · h4 torre del bianco · a3 torre del bianco · c3 cavallo del nero · d3 torre del nero · e3 re del nero · f3 cavallo del bianco · d2 pedone del nero · h2 pedone del nero · b1 cavallo del nero · f1 donna del bianco | g7 pedone del bianco · b6 cavallo del bianco · f6 re del bianco · g6 alfiere del bianco · b5 alfiere del nero · d4 pedone del bianco · e4 pedone del nero · h4 torre del bianco · a3 torre del bianco · c3 cavallo del nero · d3 torre del nero · e3 re del nero · f3 cavallo del bianco · d2 pedone del nero · h2 pedone del nero · b1 cavallo del nero · f1 donna del bianco | g7 pedone del bianco · b6 cavallo del bianco · f6 re del bianco · g6 alfiere del bianco · b5 alfiere del nero · d4 pedone del bianco · e4 pedone del nero · h4 torre del bianco · a3 torre del bianco · c3 cavallo del nero · d3 torre del nero · e3 re del nero · f3 cavallo del bianco · d2 pedone del nero · h2 pedone del nero · b1 cavallo del nero · f1 donna del bianco | g7 pedone del bianco · b6 cavallo del bianco · f6 re del bianco · g6 alfiere del bianco · b5 alfiere del nero · d4 pedone del bianco · e4 pedone del nero · h4 torre del bianco · a3 torre del bianco · c3 cavallo del nero · d3 torre del nero · e3 re del nero · f3 cavallo del bianco · d2 pedone del nero · h2 pedone del nero · b1 cavallo del nero · f1 donna del bianco | g7 pedone del bianco · b6 cavallo del bianco · f6 re del bianco · g6 alfiere del bianco · b5 alfiere del nero · d4 pedone del bianco · e4 pedone del nero · h4 torre del bianco · a3 torre del bianco · c3 cavallo del nero · d3 torre del nero · e3 re del nero · f3 cavallo del bianco · d2 pedone del nero · h2 pedone del nero · b1 cavallo del nero · f1 donna del bianco | g7 pedone del bianco · b6 cavallo del bianco · f6 re del bianco · g6 alfiere del bianco · b5 alfiere del nero · d4 pedone del bianco · e4 pedone del nero · h4 torre del bianco · a3 torre del bianco · c3 cavallo del nero · d3 torre del nero · e3 re del nero · f3 cavallo del bianco · d2 pedone del nero · h2 pedone del nero · b1 cavallo del nero · f1 donna del bianco | g7 pedone del bianco · b6 cavallo del bianco · f6 re del bianco · g6 alfiere del bianco · b5 alfiere del nero · d4 pedone del bianco · e4 pedone del nero · h4 torre del bianco · a3 torre del bianco · c3 cavallo del nero · d3 torre del nero · e3 re del nero · f3 cavallo del bianco · d2 pedone del nero · h2 pedone del nero · b1 cavallo del nero · f1 donna del bianco | 4 |
| 3 | g7 pedone del bianco · b6 cavallo del bianco · f6 re del bianco · g6 alfiere del bianco · b5 alfiere del nero · d4 pedone del bianco · e4 pedone del nero · h4 torre del bianco · a3 torre del bianco · c3 cavallo del nero · d3 torre del nero · e3 re del nero · f3 cavallo del bianco · d2 pedone del nero · h2 pedone del nero · b1 cavallo del nero · f1 donna del bianco | g7 pedone del bianco · b6 cavallo del bianco · f6 re del bianco · g6 alfiere del bianco · b5 alfiere del nero · d4 pedone del bianco · e4 pedone del nero · h4 torre del bianco · a3 torre del bianco · c3 cavallo del nero · d3 torre del nero · e3 re del nero · f3 cavallo del bianco · d2 pedone del nero · h2 pedone del nero · b1 cavallo del nero · f1 donna del bianco | g7 pedone del bianco · b6 cavallo del bianco · f6 re del bianco · g6 alfiere del bianco · b5 alfiere del nero · d4 pedone del bianco · e4 pedone del nero · h4 torre del bianco · a3 torre del bianco · c3 cavallo del nero · d3 torre del nero · e3 re del nero · f3 cavallo del bianco · d2 pedone del nero · h2 pedone del nero · b1 cavallo del nero · f1 donna del bianco | g7 pedone del bianco · b6 cavallo del bianco · f6 re del bianco · g6 alfiere del bianco · b5 alfiere del nero · d4 pedone del bianco · e4 pedone del nero · h4 torre del bianco · a3 torre del bianco · c3 cavallo del nero · d3 torre del nero · e3 re del nero · f3 cavallo del bianco · d2 pedone del nero · h2 pedone del nero · b1 cavallo del nero · f1 donna del bianco | g7 pedone del bianco · b6 cavallo del bianco · f6 re del bianco · g6 alfiere del bianco · b5 alfiere del nero · d4 pedone del bianco · e4 pedone del nero · h4 torre del bianco · a3 torre del bianco · c3 cavallo del nero · d3 torre del nero · e3 re del nero · f3 cavallo del bianco · d2 pedone del nero · h2 pedone del nero · b1 cavallo del nero · f1 donna del bianco | g7 pedone del bianco · b6 cavallo del bianco · f6 re del bianco · g6 alfiere del bianco · b5 alfiere del nero · d4 pedone del bianco · e4 pedone del nero · h4 torre del bianco · a3 torre del bianco · c3 cavallo del nero · d3 torre del nero · e3 re del nero · f3 cavallo del bianco · d2 pedone del nero · h2 pedone del nero · b1 cavallo del nero · f1 donna del bianco | g7 pedone del bianco · b6 cavallo del bianco · f6 re del bianco · g6 alfiere del bianco · b5 alfiere del nero · d4 pedone del bianco · e4 pedone del nero · h4 torre del bianco · a3 torre del bianco · c3 cavallo del nero · d3 torre del nero · e3 re del nero · f3 cavallo del bianco · d2 pedone del nero · h2 pedone del nero · b1 cavallo del nero · f1 donna del bianco | g7 pedone del bianco · b6 cavallo del bianco · f6 re del bianco · g6 alfiere del bianco · b5 alfiere del nero · d4 pedone del bianco · e4 pedone del nero · h4 torre del bianco · a3 torre del bianco · c3 cavallo del nero · d3 torre del nero · e3 re del nero · f3 cavallo del bianco · d2 pedone del nero · h2 pedone del nero · b1 cavallo del nero · f1 donna del bianco | 3 |
| 2 | g7 pedone del bianco · b6 cavallo del bianco · f6 re del bianco · g6 alfiere del bianco · b5 alfiere del nero · d4 pedone del bianco · e4 pedone del nero · h4 torre del bianco · a3 torre del bianco · c3 cavallo del nero · d3 torre del nero · e3 re del nero · f3 cavallo del bianco · d2 pedone del nero · h2 pedone del nero · b1 cavallo del nero · f1 donna del bianco | g7 pedone del bianco · b6 cavallo del bianco · f6 re del bianco · g6 alfiere del bianco · b5 alfiere del nero · d4 pedone del bianco · e4 pedone del nero · h4 torre del bianco · a3 torre del bianco · c3 cavallo del nero · d3 torre del nero · e3 re del nero · f3 cavallo del bianco · d2 pedone del nero · h2 pedone del nero · b1 cavallo del nero · f1 donna del bianco | g7 pedone del bianco · b6 cavallo del bianco · f6 re del bianco · g6 alfiere del bianco · b5 alfiere del nero · d4 pedone del bianco · e4 pedone del nero · h4 torre del bianco · a3 torre del bianco · c3 cavallo del nero · d3 torre del nero · e3 re del nero · f3 cavallo del bianco · d2 pedone del nero · h2 pedone del nero · b1 cavallo del nero · f1 donna del bianco | g7 pedone del bianco · b6 cavallo del bianco · f6 re del bianco · g6 alfiere del bianco · b5 alfiere del nero · d4 pedone del bianco · e4 pedone del nero · h4 torre del bianco · a3 torre del bianco · c3 cavallo del nero · d3 torre del nero · e3 re del nero · f3 cavallo del bianco · d2 pedone del nero · h2 pedone del nero · b1 cavallo del nero · f1 donna del bianco | g7 pedone del bianco · b6 cavallo del bianco · f6 re del bianco · g6 alfiere del bianco · b5 alfiere del nero · d4 pedone del bianco · e4 pedone del nero · h4 torre del bianco · a3 torre del bianco · c3 cavallo del nero · d3 torre del nero · e3 re del nero · f3 cavallo del bianco · d2 pedone del nero · h2 pedone del nero · b1 cavallo del nero · f1 donna del bianco | g7 pedone del bianco · b6 cavallo del bianco · f6 re del bianco · g6 alfiere del bianco · b5 alfiere del nero · d4 pedone del bianco · e4 pedone del nero · h4 torre del bianco · a3 torre del bianco · c3 cavallo del nero · d3 torre del nero · e3 re del nero · f3 cavallo del bianco · d2 pedone del nero · h2 pedone del nero · b1 cavallo del nero · f1 donna del bianco | g7 pedone del bianco · b6 cavallo del bianco · f6 re del bianco · g6 alfiere del bianco · b5 alfiere del nero · d4 pedone del bianco · e4 pedone del nero · h4 torre del bianco · a3 torre del bianco · c3 cavallo del nero · d3 torre del nero · e3 re del nero · f3 cavallo del bianco · d2 pedone del nero · h2 pedone del nero · b1 cavallo del nero · f1 donna del bianco | g7 pedone del bianco · b6 cavallo del bianco · f6 re del bianco · g6 alfiere del bianco · b5 alfiere del nero · d4 pedone del bianco · e4 pedone del nero · h4 torre del bianco · a3 torre del bianco · c3 cavallo del nero · d3 torre del nero · e3 re del nero · f3 cavallo del bianco · d2 pedone del nero · h2 pedone del nero · b1 cavallo del nero · f1 donna del bianco | 2 |
| 1 | g7 pedone del bianco · b6 cavallo del bianco · f6 re del bianco · g6 alfiere del bianco · b5 alfiere del nero · d4 pedone del bianco · e4 pedone del nero · h4 torre del bianco · a3 torre del bianco · c3 cavallo del nero · d3 torre del nero · e3 re del nero · f3 cavallo del bianco · d2 pedone del nero · h2 pedone del nero · b1 cavallo del nero · f1 donna del bianco | g7 pedone del bianco · b6 cavallo del bianco · f6 re del bianco · g6 alfiere del bianco · b5 alfiere del nero · d4 pedone del bianco · e4 pedone del nero · h4 torre del bianco · a3 torre del bianco · c3 cavallo del nero · d3 torre del nero · e3 re del nero · f3 cavallo del bianco · d2 pedone del nero · h2 pedone del nero · b1 cavallo del nero · f1 donna del bianco | g7 pedone del bianco · b6 cavallo del bianco · f6 re del bianco · g6 alfiere del bianco · b5 alfiere del nero · d4 pedone del bianco · e4 pedone del nero · h4 torre del bianco · a3 torre del bianco · c3 cavallo del nero · d3 torre del nero · e3 re del nero · f3 cavallo del bianco · d2 pedone del nero · h2 pedone del nero · b1 cavallo del nero · f1 donna del bianco | g7 pedone del bianco · b6 cavallo del bianco · f6 re del bianco · g6 alfiere del bianco · b5 alfiere del nero · d4 pedone del bianco · e4 pedone del nero · h4 torre del bianco · a3 torre del bianco · c3 cavallo del nero · d3 torre del nero · e3 re del nero · f3 cavallo del bianco · d2 pedone del nero · h2 pedone del nero · b1 cavallo del nero · f1 donna del bianco | g7 pedone del bianco · b6 cavallo del bianco · f6 re del bianco · g6 alfiere del bianco · b5 alfiere del nero · d4 pedone del bianco · e4 pedone del nero · h4 torre del bianco · a3 torre del bianco · c3 cavallo del nero · d3 torre del nero · e3 re del nero · f3 cavallo del bianco · d2 pedone del nero · h2 pedone del nero · b1 cavallo del nero · f1 donna del bianco | g7 pedone del bianco · b6 cavallo del bianco · f6 re del bianco · g6 alfiere del bianco · b5 alfiere del nero · d4 pedone del bianco · e4 pedone del nero · h4 torre del bianco · a3 torre del bianco · c3 cavallo del nero · d3 torre del nero · e3 re del nero · f3 cavallo del bianco · d2 pedone del nero · h2 pedone del nero · b1 cavallo del nero · f1 donna del bianco | g7 pedone del bianco · b6 cavallo del bianco · f6 re del bianco · g6 alfiere del bianco · b5 alfiere del nero · d4 pedone del bianco · e4 pedone del nero · h4 torre del bianco · a3 torre del bianco · c3 cavallo del nero · d3 torre del nero · e3 re del nero · f3 cavallo del bianco · d2 pedone del nero · h2 pedone del nero · b1 cavallo del nero · f1 donna del bianco | g7 pedone del bianco · b6 cavallo del bianco · f6 re del bianco · g6 alfiere del bianco · b5 alfiere del nero · d4 pedone del bianco · e4 pedone del nero · h4 torre del bianco · a3 torre del bianco · c3 cavallo del nero · d3 torre del nero · e3 re del nero · f3 cavallo del bianco · d2 pedone del nero · h2 pedone del nero · b1 cavallo del nero · f1 donna del bianco | 1 |
|   | a | b | c | d | e | f | g | h |   |

Soluzione:
1. Rg5 !  (min. 2. Cd5+ Cxd5 3. Txe4#)
1. ...Txd4  2. Txe4+ Txe4  3. Cd5# 